# Amir Kolahdozhagh
Amir Kolahdozhagh, né le 7 janvier 1993, est un coureur cycliste iranien.

## Palmarès et résultats

### Palmarès par année
- 2011
  -  Champion d'Asie du contre-la-montre juniors
  - Tour du Mazandéran :
    - Classement général
    - 4e étape
- 2013
  - 5e étape du Tour de Singkarak
  - 2e du Tour des Philippines
  - 3e du championnat d'Iran sur route
  - 3e du Tour d'Iran - Azerbaïdjan
  - 3e du Tour de Singkarak
- 2014
  - 2e du championnat d'Iran sur route
  - 2e du Tour de Fuzhou
  - 3e du Tour de Java oriental
- 2015
  -  Champion d'Iran sur route espoirs
  - 4e étape du Tour de Singkarak
  -  Médaillé d'argent du championnat d'Asie du contre-la-montre espoirs
- 2016
  - Tour de Singkarak :
    - Classement général
    - 4e étape

  - 2e du Jelajah Malaysia
- 2017
  - 3e étape du Tour de l'Ijen
  - 4e étape du Tour d'Iran - Azerbaïdjan
  - 2e du Tour de l'Ijen
- 2018
  - 3e étape du Milad De Nour Tour
  - 2e du Milad De Nour Tour
- 2019
  - 1re étape du Tour de Xingtai
  - 2e du Tour de Xingtai
  - 3e du championnat d'Iran sur route

### Classements mondiaux
| Année                                 | 2012 | 2013 | 2014 | 2015 | 2016 | 2017 | 2018  | 2019 |
| ------------------------------------- | ---- | ---- | ---- | ---- | ---- | ---- | ----- | ---- |
| Classement mondial                    |      |      |      |      | 304e | 643e | 2347e | 628e |
| UCI Asia Tour                         | 274e | 14e  | 18e  | 24e  | 19e  | 59e  | 475e  | 26e  |
|                                       |      |      |      |      |      |      |       |      |
| Légende : nc = non classéSource : UCI |      |      |      |      |      |      |       |      |